# Barrancas y Amate 2.ª Sección
Barrancas y Amate 2.ª Sección es una localidad del municipio de Centro ubicado en la subregión centro del estado mexicano de Tabasco.

## Geografía
La localidad de Barrancas y Amate 2.ª Sección se sitúa en las coordenadas geográficas 17°56′37″N 92°44′28″O / 17.943611, -92.741111, a una elevación de 59 metros sobre el nivel del mar.

## Demografía
Según el Conteo de Población y Vivienda 2020, efectuado por el Instituto Nacional de Estadística y Geografía, la localidad de Barrancas y Amate 2.ª Sección tiene 184 habitantes, de los cuales 98 son del sexo masculino y 86 del sexo femenino. Su tasa de fecundidad es de 2.72 hijos por mujer y tiene 48 viviendas particulares habitadas.
| Gráfica de evolución demográfica de Barrancas y Amate 2.ª Sección entre 1970 y 2020 |
|                                                                                     |
| INEGI.                                                                              |